# 凯文·马哈戈尼

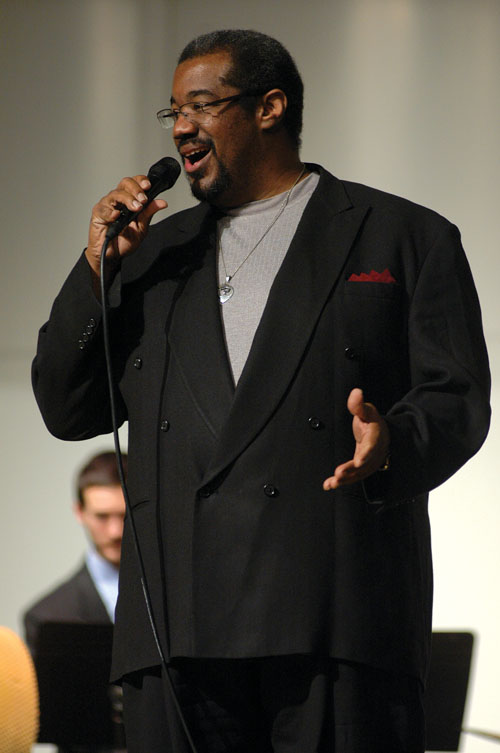
2007年的凯文·马哈戈尼

凯文·马哈戈尼（英語：Kevin Mahogany，1958年7月30日—2017年12月17日），是一位美国爵士乐歌手。

## 生平
出生在密苏里州的堪萨斯城。他的职业生涯始于20世纪90年代。他以擅长唱歌而闻名，风格和爵士歌手乔·威廉姆斯和约翰尼·哈特曼相提并论。他最著名的作品是《毫无意义》(1993)，这张专辑是他与埃尔维斯·琼斯合作完成的。
2017年12月17日，他因心脏衰竭去世于堪萨斯城，享年59岁。